# Коммерческая логистика
Коммерческая логистика — это организация управления экономическими потоковыми системами в сфере товарного обращения. Охватывая все потоковые процессы в сфере обращения, коммерческая логистика распространяется на закупки материально-технических ресурсов, сбыт готовой продукции товаропроизводителей и включает в себя логистические операции, связанные с преобразованием товарно-материальных ценностей и услугами в сфере коммерческого посредничества, а также разработкой методов моделирования логистических систем и нахождения оптимальных решений при управлении этими системами.

## Становление
Становление российской коммерческой логистики совпало с началом коренных экономических реформ 1990-х годов, в соответствии с чем в коммерческой логистике подчеркивались рыночные формы материально-технического снабжения и сбыта готовой продукции в противовес фондированному распределению ресурсов: «Коммерческая логистика — научная дисциплина, изучающая законы и закономерности свободной рыночной экономики, связанные с закупками и перемещением товаров в целях достижения надежности и гибкости производства и торговли» .
На этом этапе развития коммерческая логистика практически подменяла собой логистику как таковую, охватывала все этапы воспроизводственного процесса и вбирала в себя все многообразие логистических бизнес-активностей (в том числе транспортных и складских), рассматривала их как технологические операции и функции и, в известной мере, препятствовала самостоятельному развитию функциональных областей логистики.
Впоследствии, по мере формирования и развития логистических систем отдельных предприятий и восприятия логистики не только на технологическом, но и стратегическом уровне стала возможной концентрация коммерческой логистики на реализации логистического подхода на «входе» и «выходе», нацеленности логистики на оптимизацию конечных результатов деятельности фирмы. «Коммерческая логистика (бизнес-логистика) — раздел логистики, посвященный проектированию, формированию и оптимизации мезо- и макрологистических концентрационно-распределительных систем и их эффективному использованию при управлении логистическими потоками во внешней среде торгового или промышленного предприятия» .
В рассматриваемом контексте «коммерческая логистика» означает не только сферу использования (коммерческая деятельность по закупке сырья и материалов, сбыта готовой продукции), но и прагматическую цель — снижение издержек, увеличение прибыли, повышение конкурентоспособности фирмы. Исходя из вышеизложенного, главную цель коммерческой логистики можно представить в виде "формирования интегрированной системы регулирования и контроля материального, финансового и информационного потоков, обеспечивающей конкурентоспособное качество товара, снижение издержек и рост прибыли при текущем уровне цен " .

## Современное состояние
Современная трактовка коммерческой логистики  исходит из характеристики коммерции как предпринимательской деятельности, которая может существовать только при наличии прибыли, образующейся вследствие увеличения первоначальной стоимости товара, что обосновано такими действиями коммерсанта как осуществление процесса закупки товара, принятие на себя финансового риска за помещенный в товар капитал, осуществление хранения, продажи потребителю в удобное для него время, в нужном ассортименте, требуемого качества и необходимом количестве, обеспечение кредитования товарополучателей. Из экономической сути следует функциональное наполнение коммерческой логистики. Коммерческая фирма является одновременно покупателем и поставщиком товара; в процессе коммерческой деятельности изменяются правомочия собственности на товар (владение, пользование, распоряжение). С точки зрения ресурсного аспекта наполнение коммерческой логистики весьма многообразно: транспортная, складская, информационная и пр. виды логистики. Все эти составляющие не только присутствуют в коммерческой логистике, но и, вследствие большого многообразия хозяйственных связей, а, значит, и широкого выбора потенциальных логистических каналов, требуют глубокой проработки как на уровне исследования операций, так и принятия управленческих решений.
Хотя общая схема коммерции во многом аналогична схеме производственно-предпринимательской деятельности, ей свойственны и серьезные отличия: приобретаемые коммерсантом материальные ресурсы покупаются им в виде готового товара, который затем реализуется потребителю. Эти особенности оказывают серьезное влияние на специфику логистики данного вида предпринимательства, получившей устойчивое наименование коммерческая логистика. При необходимости отдельные её элементы могут слагаться в торговую логистику, в которой наиболее отчетливо отразятся такие специфические функции торговли, как направление товарного потока от производителя к потребителю; хранение запасов, необходимых для своевременного обеспечения поставок покупателям при изменяющемся спросе; перекрывание временного разрыва между производством и потреблением.
Наиболее распространенным является подход к коммерческой логистике как научно-практическому направлению, заключающемуся в эффективном управлении материалопотоками в сферах производства и обращения; как к системе, реализующей транспортно-складские процессы, и как к системе обеспечения торгово-закупочной деятельности. Организационные формы и экономические методы логистического управления товародвижением, методы и средства его информационного и кадрового обеспечения, технические средства управления призваны максимально сократить совокупные затраты на всех стадиях передвижения и хранения товаров.
Коммерческая логистика в значительной степени воздействует на систему финансово-экономического и правового обеспечения рыночных отношений. И, наоборот, возникают новые требования к коммуникационному обеспечению хозяйственных отношений, к рынку транспортных услуг, организации и функционированию складского хозяйства, развитию транспортных служб в посреднических организациях и на предприятиях. При этом комплексно рассматриваются, выбираются экономичные способы доставки грузов, применяются прогрессивные коммерческо-правовые акты, тарифы и перевозочная документация.
Основная цель коммерческой логистики состоит в адаптации к запросам потребителя, что означает гарантию быстрого выполнения их заказов и точное соблюдение условий поставки. Эта цель конкретизируется в следующих задачах:
- гарантия оптимальной системы организации потоков материалов, грузов и товаров, обеспечивающей надежность снабжения при минимальных затратах и максимальном использовании существующих мощностей;
- создание системы контроля, вскрывающей неоптимизированные процессы и формирующей новые цели предприятия на основе актуальных сравнений доходов и расходов;
- формирование функциональной согласованной организационной структуры предприятия.

Коммерческая логистика представляет материально-техническое обеспечение, транспорт, производство, сбыт, складирование — единым, непрерывным процессом и направлена на разработку и внедрение таких систем синхронного управления материальными, информационными, финансовыми и пр. потоками, которые основываются на логистических принципах и методах. Реализация концепции коммерческой логистики ведет к следующим результатам: сокращению производственного цикла и сроков выполнения заказов, уменьшению запасов материалов, незавершенного производства и готовой продукции, неуклонному соблюдению договорных обязательств, усилению значимости инновационных процессов и их влиянию на рост конкурентоспособности.